# Thelymitra uliginosa
Thelymitra uliginosa är en orkidéart som beskrevs av Jeffrey A. Jeanes. Thelymitra uliginosa ingår i släktet Thelymitra och familjen orkidéer. Inga underarter finns listade i Catalogue of Life.